# Im Namen der Liebe
Im Namen der Liebe ist das 20. Studioalbum der deutschen Sängerin Marianne Rosenberg. Es avancierte zu ihrem ersten Nummer-eins-Album in ihrer Karriere.

## Veröffentlichung
Das Album erschien erstmals am 13. März 2020 durch das Musiklabel Telamo. Die Produktion erfolgte durch Alex Wende. Bei den darauf enthaltenen zwölf Stücke war sie als Liedtexterin, gemeinsam mit ihrem Sohn Max, beteiligt. Das Album erschien auch als Jubiläums-Edition am 18. September 2020.

## Titelliste
Im Namen der Liebe (CD, Download, Streaming) 
| Nr. | Titel                         | Autor(en)                                            | Länge |
| --- | ----------------------------- | ---------------------------------------------------- | ----- |
| 1.  | Im Namen der Liebe            | Marianne Rosenberg, Max Rosenberg                    | 3:40  |
| 2.  | Wann (Mr. 100%)               | Marianne Rosenberg, Max Rosenberg                    | 3:46  |
| 3.  | Liebe ist nicht alles         | Marianne Rosenberg, Max Rosenberg                    | 4:16  |
| 4.  | Hallo mein Freund             | Marianne Rosenberg, Max Rosenberg                    | 3:50  |
| 5.  | Du berührst mich              | Marianne Rosenberg, Max Rosenberg                    | 3:50  |
| 6.  | Ich fühl dich                 | Marianne Rosenberg, Max Rosenberg                    | 4:22  |
| 7.  | Adriano                       | Marianne Rosenberg, Max Rosenberg                    | 3:31  |
| 8.  | Wenn wir lieben               | Marianne Rosenberg, Ken Taylor, Christian Kretschmar | 3:32  |
| 9.  | Spiel das Lied nochmal        | Marianne Rosenberg, Max Rosenberg                    | 4:52  |
| 10. | Da wo Liebe ist               | Marianne Rosenberg, Max Rosenberg                    | 3:25  |
| 11. | Wenn ich wirklich will        | Marianne Rosenberg, Max Rosenberg, Dirk Riegner      | 3:58  |
| 12. | Die Antwort weiß nur der Wind | Marianne Rosenberg, Dirk Riegner                     | 3:38  |

## Chartplatzierungen
Im Namen der Liebe stieg am 20. März 2020 auf der Chartspitze der deutschen Albumcharts ein. Das Album konnte sich 19 Wochen in den Top 100 platzieren, zwei davon in den Top 10 und eine an der Chartspitze. Letztmals platzierte es sich in der Chartwoche vom 30. Oktober 2020. Darüber hinaus erreichte das Album ebenfalls die Chartspitze der wöchentlichen Schlagercharts (2 Wochen), die Chartspitze der monatlichen Schlagercharts (1 Monat) sowie die Chartspitze der deutschsprachigen Albumcharts (1 Woche). Am Ende des Jahres belegte Im Namen der Liebe Rang 92 der deutschen Album-Jahrescharts sowie Rang 13 der Schlager-Jahrescharts. Für Marianne Rosenberg avancierte Im Namen der Liebe zum elften Chartalbum und zugleich ersten Top-10- und Nummer-eins-Album in Deutschland. Kein Album von ihr konnte sich in Deutschland besser oder länger in den Charts platzieren. Die Höchstplatzierung erreichte zuvor das Best-of-Album Für immer wie heute mit Rang zwölf (2004), die längste Verweildauer das Studioalbum Lieder der Nacht mit 4½ Monaten (≈18 Wochen, 1976).
In Österreich platzierte sich das Album eine Woche und erreichte dabei in der Chartwoche vom 27. März 2020 Rang zwölf. Das Album avancierte für Rosenberg zum ersten Chartalbum in Österreich. Bis heute konnte sich kein Album besser platzieren. In der Schweiz platzierte sich das Album ebenfalls eine Woche und erreichte dabei in der Chartwoche vom 22. März 2020 Rang 17. Wie in Österreich avancierte es für Rosenberg zum ersten Chartalbum, auch hier platzierte sich bislang kein Album besser.
| ChartsChartplatzierungen | Höchstplatzierung | Wochen |
| ------------------------ | ----------------- | ------ |
| Deutschland (GfK)        | 1 (19 Wo.)        | 19     |
| Österreich (Ö3)          | 12 (1 Wo.)        | 1      |
| Schweiz (IFPI)           | 17 (1 Wo.)        | 1      |

| ChartsJahrescharts (2020) | Platzierung |
| ------------------------- | ----------- |
| Deutschland (GfK)         | 92          |